# よなよな…
『よなよな…』は、朝日放送ラジオ（ABCラジオ）の自社制作で2014年3月31日から2021年9月23日まで毎週月曜日 - 木曜日の深夜に放送していた生ワイド番組。番組のロゴでは、「…」の部分を三日月に見立てた3個のマークで表現していた。

## 概要

### 放送内容
朝日放送ラジオが『ABCミュージックパラダイス』を2009年7月3日で終了させて以来、4年9か月振りに平日の夜間で編成する自社制作・生放送の若者向け帯番組。「“よなよな”ラジオから聴こえてくる　熱い話・未知の話・ガールズトーク・おもろい話…いろんな“おもろい”をしゃべり倒す2時間半!!」というキャッチフレーズの下に、日替わりで2名ずつ出演するレギュラーパーソナリティが、曜日ごとに異なる内容のトークや企画を展開する。
公式サイトに設けられた曜日別のメールアドレスには、番組タイトルと曜日名を組み合わせた曜日別の愛称を付けている（月曜日：「yonage＝よな月」、火曜日「yonaka＝よな火」、水曜日「yonasui＝よな水」、木曜日「yonamoku＝よな木」）。
放送開始から4年間は、乾麻梨子（朝日放送アナウンサー）の産前産後休暇に伴う月曜アシスタントからの降板（2017年9月、後任は後輩アナウンサーの塚本麻里衣）を除いて、出演者に大きな変化はなかった。しかし、月曜パーソナリティの森脇健児が、2018年春改編で『森脇健児のケンケン・ゴウゴウ!』（「ABCパワフルアフタヌーン」火曜枠の新番組）のパーソナリティへ起用されたことを機に当番組を降板。また、火曜パーソナリティに増田英彦（ますだおかだ）を起用したほか、木曜パーソナリティ・ダイアンと火曜パーソナリティ（鈴木淳史・原偉大）がそれぞれ月曜と木曜に異動した。その一方で、水曜は近藤夏子と北村真平（朝日放送→朝日放送テレビアナウンサー）が放送開始から出演を続けている。2021年には、塚本が産前産後休暇へ入る2月から、火曜アシスタントを後輩アナウンサーの増田紗織に交代。
なお、2019年の10月最終週までは、全曜日の基本放送枠が20時00分 - 1時（翌日未明、当日深夜）であった。同年11月からは、火曜日のみ放送枠を22時 - 0時30分（翌日未明、当日深夜）に短縮。2020年3月30日からは、全曜日の基本放送枠を22時 - 0時30分（翌日未明、当日深夜）に統一していた（詳細後述）。
しかし、ABCラジオは（旧・朝日放送時代からの）ラジオ放送開始70周年（2021年11月）を前に、同年の10月改編で『ABCミュージックパラダイス』（2009年7月終了の生ワイド番組で通称『ミューパラ』）を12年3ヶ月振りに「再始動」。基本の放送枠を平日の22時 - 0時30分（翌日未明、当日深夜）に設定したことから、当番組および『下埜正太のショータイムレディオ』（金曜日の当該時間帯における生放送番組）を2021年の9月第4週で終了させることを決めた。
実際には、2021年9月23日（木曜日・秋分の日）で放送を終了。ただし、当番組の最終パーソナリティの大半は、終了後も朝日放送ラジオの他番組（『ミューパラ』など）にレギュラーで出演している。

### 放送開始までの経緯
朝日放送ラジオでは、1966年4月1日に『ABCヤングリクエスト』の放送を開始してから、43年3か月に渡って平日の夜間に自社制作・生放送による若者向けの帯番組（『ABCヤングリクエスト』→『ABCラジオジラ』→『ABCラジオファンキーズ』→『ABC東京発 アーチストNOW』・『ABCラジオシティ』→『ABCラジオパラダイス』→『ABCミュージックパラダイス』）を編成してきた。
しかし、前述したように2009年7月改編で『ABCミュージックパラダイス』を終了させると共に、上記の番組枠を金曜日の22時 - 0時（当日深夜）に縮小。月 - 木曜日の22時 - 0時（当日深夜）で『銀河に吠えろ!宇宙GメンTAKUYA』→『オールナイトニッポンGOLD』（ニッポン放送制作）、火 - 土曜日（月 - 金曜日深夜）の0時 - 1時で『レコメン!』（文化放送制作）全国ネットゾーン、木 - 土曜日（月 - 金曜日深夜）の1時 - 3時で『JUNK』（TBSラジオ制作）の同時ネットを実施してきた。朝日放送の本社がある大阪地区では、ラジオ大阪がもっぱら『オールナイトニッポン』レーベルの番組を放送していることから、朝日放送ラジオが同レーベルの番組をレギュラーで放送するのは初めてであった。
2014年4月改編では、「1008 ABC Radioの　夜が、変わる!?」というキャッチフレーズの下で編成方針を一新。当番組の放送開始を前に、『オールナイトニッポンGOLD』月 - 木曜分の同時ネットを、2014年3月27日（木曜日）放送分で打ち切った。
その一方で、朝日放送ラジオでは、当番組に関する情報の公表を2014年3月19日に解禁することを公式サイトで同月上旬から告知。同日の22時 - 23時14分には、当番組の紹介を兼ねた特別番組「『よなよな…』公開会議」を、Ustreamとニコニコチャンネルで配信した。
なお、当番組の放送枠の一部と重なる『レコメン!』全国ネットゾーンについては、金曜分（『嵐・相葉雅紀のレコメン!アラシリミックス』）を含めて2014年3月28日（金曜日）で同時ネットを終了。当時金曜日の22時 - 0時（翌日未明、当日深夜）で放送中していた自社制作番組『ガチ・キン』は、『嵐・相葉雅紀のレコメン!アラシリミックス』の同時ネット枠を吸収したうえで、放送時間を当番組と同じく1時（翌日未明）にまで拡大した（2016年9月30日から放送を開始した後継番組『下埜正太のショータイムレディオ』でも2019年1月11日深夜まで放送枠を継承）。木 - 土曜日（月 - 金曜日深夜）の1時 - 3時では、『JUNK』の同時ネットを同日放送分で終了させた後に、同月31日から『夜は、おととも』（自社制作の音楽生ワイド番組）を2017年12月30日まで放送した。

### 特別番組
2014年5月5日（月曜日・こどもの日）には、朝日放送本社敷地内での公開イベント「ABC感謝祭2014 マイドほたるまち!」のステージ企画として、『北村真平のお昼間からよなよな…』を実施。北村（実施時点での水曜アシスタント）と乾麻梨子（月曜アシスタント、いずれも朝日放送アナウンサー）の進行で、レギュラー陣から森脇健児（月曜パーソナリティ）、鈴木淳史（火曜パーソナリティ）、ダイアン（木曜パーソナリティ）が出演した。朝日放送ラジオでは、同日の12時 - 14時54分に、この企画を特別番組として放送した。

### 放送終了後の展開
「よな水」（水曜放送分）については、レギュラー放送を終了してからも、キンレイ単独提供の特別番組として以下のように復活。「よな水」を一貫して担当してきた北村・近藤コンビの出演で、キンレイ製品（冷凍食品）のPRを兼ねて、土曜日か日曜日の夜間に生放送を実施している。
- 2022年3月12日（土曜日＝18時 - 21時）『お水がいらないカドヤ食堂中華そば Presents よな水いったん集合!～Bメロパンパパンの火はまだ燃えているかい～』
- 2022年10月1日（土曜日＝20時 - 23時）『お水がいらない鍋焼うどんリニューアル記念　キンレイPresentsよな水もっかい集合!』
- 2023年3月26日（日曜日＝18時 - 21時30分）『キンレイ　カドヤ食堂つけそばPresents　よな水ええからもっかい集合!～よなくりスペシャル～』
- 2023年4月23日（日曜日＝20時30分 - 21時30分）『よな水ちょーもっかい集合ええ?1時間』
- 2024年3月24日（日曜日＝19時 - 22時）『なべやき屋キンレイpresents　よな水　歌って喋ってハッピー　そやから集合な～よなくりたんスペシャル～』

さらに、朝日放送ラジオでは2023年8月9日から、「よな水」をポッドキャスト限定番組（『よな水 リターンズ』）としてインターネットで毎週水曜日に配信している。

## 放送時間
- 2014年3月31日 - 2019年11月4日　毎週月 - 木曜日22時 - 翌1時
- 2019年11月5日 - 2020年3月26日　
  - 毎週月・水・木曜日　22時 - 翌1時
  - 毎週火曜日 22時 - 翌0時30分
- 2020年3月30日 - 2021年9月23日　毎週月 - 木曜日22時 - 翌0時30分

### 備考
- いずれの曜日でも、LINE LIVE内に設けた公式チャンネル経由で、スタジオの映像・音声をライブストリーミング方式でインターネット向けに生放送と同時配信。番組開始当初は、Ustreamおよび、ニコニコ動画内の「ニコニコチャンネル」に公式チャンネルを設けていた。
- プロ野球シーズン中に『ABCフレッシュアップベースボール』のナイトゲーム中継を22時以降も放送する場合には、放送開始時間の繰り下げ・放送枠の短縮で対応する。かつては中継の終了後に『ABCニュース』『ABC天気予報』を5分間はさんでいたが、2019年からは当番組へ直結させていた。
- 2019年4月1日（月曜日）から2020年3月26日（木曜日）までは、『NMB48の「10分しかないッ!」』（NMB48のメンバーが週替わりで出演する事前収録コーナー）[注 6]を、全曜日23時30分頃から10分間内包。本編のパーソナリティは、この時間帯にも、LINE LIVE向けにトークを展開していた。
- 朝日放送テレビ・ラジオの制作で、平成時代の最終日（2019年4月30日）の最後および、令和時代の初日（同年5月1日）の最初に地上波で放送された番組は、当番組の火曜分である（4月30日22:00 -  5月1日1:00に生放送）[注 7]。
- 2019年11月から火曜日のみ基本放送枠を30分短縮したのは、『ねおもも♪繋がーりぃラジオ』を毎週水曜日（火曜深夜）の0時30分 - 1時に編成したことによる。
- 2020年4月改編から火曜以外の基本放送枠を一斉に30分短縮したのは、0時30分 - 1時の時間帯に以下の番組を編成したことによる。
  - 月曜深夜（火曜未明）:『ミルクボーイの煩悩の塊』（2020年1月から3月まで土・日曜日の夜間に不定期で放送）
  - 水曜深夜（木曜未明）:『ドローンネットPresents SKY FIGHTラジオ』（2020年2月1日から3月28日まで毎週土曜日の21時30分 - 22時に放送）
  - 木曜深夜（金曜未明）:『髭男爵山田ルイ53世のルネッサンスラジオ』（この番組のみ文化放送で制作）

## レギュラー出演者
- ◎：出演時点で朝日放送（2018年4月以降は朝日放送テレビ）所属のアナウンサー。
- 「　」：曜日別のコンセプト。

### 放送終了時点
- 月曜日「フリートークからネタはがきまで、ベタベタな深夜ラジオ」
  - ダイアン（ユースケ・津田篤宏）
    - 番組開始から2018年3月29日放送分までは、木曜日に出演。
    - 日本国内で新型コロナウイルスへの感染が拡大している2020年には、4月6日から5月25日まで、ユースケのみ東京都内の自宅からのスカイプによる全編生出演に切り替えていた。
    - 当番組の終了後、2021年10月25日から[4]、月1回程度、日曜深夜（月曜未明）に『ダイアンのラジオさん』を放送。
- 火曜日「時事・タイガース・他局の話…ますだますだが送る笑いの広角打法ラジオ」
  - 増田英彦（ますだおかだ、パーソナリティ、2018年4月3日 - 2021年9月21日）
    - 朝日放送が制作するラジオ番組に、初めてレギュラーで出演。かつては、在阪の民放AM他局（ラジオ大阪・MBSラジオ）でも、同じ時間帯に編成されていた生放送番組（『OBCブンブンリクエスト』『MBSヤングタウン』など）でもパーソナリティを務めていた。当番組のパーソナリティへ起用されたことによって、在阪の民放AMラジオ全局で、深夜の生放送番組のパーソナリティを経験。
    - 2020年には、ユースケと同じ事情で、4月21日から6月2日まで東京都内の自宅からスカイプ経由で全編に出演していた。この期間には、投稿コーナーへのネタの受付の〆切を通常より早く（本番2日前＝日曜日の夕方に）設定。スタッフが投稿者のラジオネームを伏せた状態で伝えたネタから、放送で紹介するネタを、本番当日の夕方に自宅で選んでいたという。
    - 当番組終了後の2021年9月30日からは、「ABCパワフルアフタヌーン」（平日午後の生ワイド番組レーベル）木曜枠の新番組『ますだおかだ増田のラジオハンター!』で、武田和歌子（塚本・増田紗織の先輩アナウンサー）と揃ってパーソナリティを務めている。

  - 増田紗織◎（アシスタント、2021年2月2日 - 9月21日）
    - 前任者で先輩アナウンサーの塚本が、担当期間中に秋山賢太（アキナ）との結婚を経て第1子を懐妊したことから、塚本の後任に起用。塚本が産前産後休暇と降板を発表した1月19日放送分にも、塚本からの引き継ぎを兼ねて出演していた。
    - 愛称は「SALLY」（サリー）で、5歳から9歳（小学校4年時）までアメリカ合衆国のニューヨークに住んでいたことから英会話が堪能。パーソナリティの増田英彦と同じ苗字を付けているが、親族ではない。
    - 朝日放送ラジオの番組では、2019年10月から『SALLY'S COFFEE』（単独での冠番組）、2020年4月から『増田紗織の音バズ』シリーズ（『髭男爵山田ルイ53世のルネッサンスラジオ』から放送枠を継承した自社制作の音楽番組）にもレギュラーで出演。当番組をはじめ、同局の番組を紹介（またはradikoでの聴取を推奨）するスポットCMのナビゲーターも担当している。当番組の終了を機に、『ABCミュージックパラダイス』の木曜パーソナリティへ異動。
- 水曜日「歌に、恋愛、料理にお笑い　ハイブリッドガールズトーク」
  - 近藤夏子(シンガーソングライター)  
    - 当番組の終了後は、『ドッキリ!ハッキリ!三代澤康司です』（月 - 木曜日午前中の生ワイド番組）で水曜日のパートナーを務めている（熊谷奈美の後任）。

  - 北村真平◎ 
    - 『ABCミュージックパラダイス』（第1期）の最終パーソナリティおよび、金曜日の22:00 - 翌0:00枠で放送された後継番組『ミューパラ アグレッシブ』の初代パーソナリティで、当番組の終了後も『ABCミュージックパラダイス』（第2期）で引き続き水曜日のパーソナリティを担当。
- 木曜日「関西ローカル・カルチャーからサブカルまで、カルチャー三昧」 - 放送上は、なにわ筋カルチャーBOYZ（ボーイズ）という副題が付いていた。
  - 鈴木淳史[注 8]
    - 番組では「オピ兄（オピにい）」と呼ばれている。朝日放送ラジオでは2021年4月から『ミュータマ』（金曜深夜0時30分 - 1時）で構成兼パーソナリティを務めている[6]、特別番組のパーソナリティを務めることもある[7]ほか、当番組の終了後は、「なにわ筋カルチャーBOYZ」の流れを汲む『真夜中のカルチャーBOY』（金曜深夜2時 - 3時）のパーソナリティを単独で担当[8]。

  - 原偉大[注 9]
  - 鈴木・原とも、番組開始から2018年3月28日放送分まで火曜日に出演。

2020年には、当時の曜日別パーソナリティの顔をあしらった「買い物袋」（全4種類）を、6月第1・2週の放送分のリスナープレゼント用に制作。そのPRを兼ねた期間限定のスポットCMでは、パーソナリティ全員の声を収録した後に、全ての収録音源を編集でつなぎ合わせることによって告知のメッセージに仕立てていた。

### 過去（2021年2月まで）
- 乾麻梨子◎（月曜アシスタント、2014年3月31日 - 2017年9月25日）
  - 朝日放送ラジオの生放送番組で本格的にレギュラーを務めるのは、2006年の朝日放送入社以来初めてであった。2016年5月9日放送分で結婚、2017年6月5日放送分で第1子の懐妊を発表した。2017年10月から第1子の出産に伴う産前産後休暇へ入る関係で、アシスタントを後輩アナウンサーの塚本に交代。出産を経て、2019年4月から、朝日放送テレビのアナウンサーとして職場に復帰した。復帰後に第2子を懐妊したため、同年の9月中旬から、産前産後休暇を再び取得中。
- 森脇健児（月曜パーソナリティ、2014年3月31日 - 2018年3月26日）
  - 2018年4月3日から、『森脇健児のケンケン・ゴウゴウ!』（平日午後の「ABCパワフルアフタヌーン」火曜枠で2021年9月まで放送されていた生ワイド番組）のパーソナリティへ異動。松竹芸能の後輩芸人にあたる増田が、自身と入れ替わる格好で火曜日のパーソナリティに起用されたため、増田の起用を機に設けられた「よなよなBPO」（テレビ・ラジオ番組に関する火曜日のリスナー投稿コーナー）では放送当日の『ケンケン・ゴウゴウ!』における発言が頻繁に取り上げられている。
- 塚本麻里衣◎（月曜→火曜アシスタント、2017年10月2日 - 2021年1月26日）
  - 2018年3月26日放送分までは月曜日に出演していたが、森脇の番組異動と増田のパーソナリティ起用を機に、同年4月3日放送分から担当曜日を火曜日に変更していた。
  - 2020年9月29日までは、アシスタントへの起用前から担当していた『キャスト』（朝日放送テレビ平日夕方の関西ローカル向け報道・情報番組）[注 10]のサブキャスター（2018年1月から3月まではメインキャスター）を兼務していたため、同番組の本番を終えてから登場。
  - 『キャスト』で共演している後輩アナウンサー・澤田有也佳の新型コロナウイルス感染が2020年8月1日に確認されたことに伴って、朝日放送テレビの方針でPCR検査を受診することを前提に、当番組には4日、『キャスト』には3 - 6日放送分への出演を見合わせていた。PCR検査で6日に陰性が確認されたため、『キャスト』には7日放送分から出演を再開。当番組については、当初から決まっていた夏季休暇をはさんで、18日放送分から復帰した。
  - 『キャスト』のサブキャスターを2020年10月2日（金曜日）放送分で勇退してからも、当番組には出演を続けていたが、同年12月1日放送分のオープニングで第一子の懐妊を公表した[11]。2021年2月から産前産後休暇に入ることに伴って降板。第一子の出産と職場復帰（2022年5月）を経て、同年9月30日（金曜日）スタートの『きっちり!まったり!桂吉弥です』から朝日放送グループ制作番組へのレギュラー出演を再開。『ますだおかだ増田のラジオハンター!』でも、番組内の定時ニュースやパートナー（本来は先輩アナウンサーの武田和歌子）の代理を随時担当している。

曜日パーソナリティ変遷
| 期間                    | 期間                    | 月曜日担当          | 火曜日担当          | 水曜日担当        | 木曜日担当      |
| ----------------------- | ----------------------- | ------------------- | ------------------- | ----------------- | --------------- |
| 2014.03.31 （放送開始） | 2017.09.28              | 森脇健児 乾麻梨子   | 鈴木淳史 原偉大     | 近藤夏子 北村真平 | ダイアン        |
| 2017.10.02              | 2018.03.29              | 森脇健児 塚本麻里衣 | 鈴木淳史 原偉大     | 近藤夏子 北村真平 | ダイアン        |
| 2018.04.02              | 2021.01.28              | ダイアン            | 増田英彦 塚本麻里衣 | 近藤夏子 北村真平 | 鈴木淳史 原偉大 |
| 2021.02.01              | 2021.09.23 （放送終了） | ダイアン            | 増田英彦 増田紗織   | 近藤夏子 北村真平 | 鈴木淳史 原偉大 |

## レギュラー出演者の代役
- 三戸なつめ（2014年11月19日 水曜日…北村真平が遅い夏休みのため[注 11]）
- 小川恵理子・かみじょうたけし（2014年12月1日 月曜日…森脇健児がカンボジア滞在中のため[注 12]）
- 喜多ゆかり◎・鈴木淳史（2015年1月1日 木曜日）
- 兵動大樹（矢野・兵動）（2015年7月8日 水曜日…北村が早い夏休みのため、2016年8月10日 水曜日…北村がリオデジャネイロオリンピック取材で渡伯中のため）
- 小川恵理子（2016年1月25日 月曜日…乾麻梨子が遅い夏休みのため）
- 銀シャリ（2016年8月17日 水曜日…北村がリオデジャネイロオリンピック取材で渡伯中のため）
- ちゃらんぽらん冨好・かみじょうたけし（2016年12月12日 月曜日…乾は出演したものの声が出なかったため[注 13]）
- 澤田有也佳◎（2017年1月2日 月曜日…乾が正月休みのため）
- 小寺右子◎（2019年6月4日 火曜日…塚本麻里衣がアキナ・秋山賢太との結婚式でハワイに滞在中のため[注 14]）
- 平岩康佑（2019年8月14日 水曜日…近藤夏子のレギュラー番組であるBSSテレビ『生たまごBang!』が特別に生放送を実施し、近藤が同番組への出演を優先したため）
- 船木誠勝[注 15]（2020年2月18日 火曜日…塚本が遅い夏休みのため）
- 華井二等兵（2020年8月4日 火曜日…増田と同じ松竹芸能所属のピン芸人、澤田による新型インフルエンザ感染の影響で塚本が全番組の出演を見合わせたため）
- にしね・ザ・タイガー（2020年8月4日 火曜日…増田と同じ松竹芸能所属のピン芸人で阪神タイガースファン、放送上は華井と共に「火曜分のリスナー代表」という名目で出演）
- 蓬莱大介[注 16]（2020年8月11日　火曜日…塚本が夏休みのため）
- 鈴木淳史[注 17]・ミルクボーイ[注 18]（2020年12月16日 水曜日…北村が保健所から新型コロナウイルス感染者の濃厚接触者へ認定されたことに伴って、近藤と共に出演を急遽見合わせたため）
- 鈴木淳史・古川昌希[注 19]◎（2020年12月23日 水曜日…同上）

## ノベルティ
- 番組内でハガキ・メール・ファックスを読まれたリスナー全員または各曜日のパーソナリティが良いと思ったメッセージや最も良かったネタには、ノベルティグッズをプレゼントしている。
  - クリアファイル
  - ステッカー（現在は2代目で曜日ごとにデザインが異なる）
  - うちわ
  - Ｔシャツ
  - 缶バッジ（2020年6月から追加）
- なお、開始当時は、ノベルティは完成しておらず、完成するまでの間は、朝日放送ラジオのタイムテーブル（番組表）を各曜日別のパーソナリティのサイン入りでプレゼントしていた。

## 書籍
- 脳内再生! 読むラジオ ダイアンのよなよな…（2019年4月21日初版刊行、徳間書店、ISBN 978-4198648169）
  - 当番組から派生した唯一の公式本で、ダイアンがパーソナリティを担当した2018年までの放送分から、リスナーによる書籍化のリクエストが特に多かったトークの書き起こし記事などを所収。

## 曜日別のコーナー・特色

### ダイアン担当分（木曜日→月曜日）

#### 定期コーナー
- あの人の妄想プライベート(2014/04-)：話題の芸能人・スポーツ選手・歌手など有名人がプライベートで言ってそうなことしてそうなことを送るコーナー。
- 津田の未来は明るいぜよ(2014/04-)：お金持ちのおばあちゃんの養子に入り若手芸人らしからぬのほほんとした芸人生活を送っている津田の未来を想像して送るコーナー。コーナー名には津田の未来とあるが、実際は津田に限らない。
- ダニーカコ(2016/07-)：スウェーデンのサッカー7部リーグに所属するアダム・リンデン・ユング・クビスト選手に試合中いきなり屁をかけられたダニーカコ主審。ダニーカコ主審はアダム選手に対しレッドカードをだし退場処分としたが、その時のダニーカコ主審のように思わずレッドカードを突きつけたくなるような人や行動を送ってもらうコーナー。
- 直樹(2020/10-)：ダイアンが2020年ハマったドラマ「半沢直樹」では数々の名言が登場した。それらの名言を毎月ピックアップし、思わずその言葉を言ってしまいそうになったエピソードを送ってもらうコーナー。

#### 休止・廃止コーナー
- そら傑作や(2014/04-2016/01)：そら傑作なエピソードを送ってもらうコーナー。エピソードは大中小、そして最上級「落語ですか」の4種類に判定される。
- 違うそうじゃない(2014/05-2014/07)：短命に終わったコーナーの１つ。鈴木雅之さんの名曲「違う、そうじゃない」のサビの部分の替え歌をリスナーに送ってもらい、それを津田が歌う。
- フアンスニガ(2014/08-？)：サッカーＷ杯でブラジル代表のスーパースターであるネイマールを骨折させたコロンビア代表のフアンスニガ選手。その時のフアンスニガ選手のように不安だったエピソードを送ってもらうコーナー。
- 怖い！危ない！(2014/12ｰ2016/01)：危機管理能力に長けたユースケの口癖である「怖い！危ない！」を思わず言ってしまう状況を送ってもらうコーナー。
- すぐ言う(2015/04-？)
- 本日はダイアン吉日なり(2015/07-2016/01)
- キダさん(2016/04-2016/07)
- アダムのブ(2016/07-？)
- リオ決定だべ(2016/？-2016/11)
- 許可とってんのか(2016/12-2017/03)
- 私立　研ナオ高校(2017/04-2017/06)
- おなら漢字ドリル(2017/06-2018/03)
- 地球が悲鳴を上げています(2017/06-2017/09)
- TRY ME 私を信じて(2017/10-2020/09)
- 月曜日はウンジャラゲ(2018/04-？)
- よなムーン不動産(2018/04-2018/05)
- VAR(2018/08-2018/09)
- 初代シーマ(2018/09-2019/02)
- 魔法の言葉あひょーん(2019/03-2019/07)
- YSK42の10秒しかないッ(2019/08-2020/01)

#### 不定期コーナー
- 3年目ナース西澤と新人ナース津田の性のお悩み相談室：近年はほとんど行われない。
- よなムーン流行語大賞：毎年12月中旬に行われる。ダイアンが木曜日担当だったときの名称はよな木流行語大賞であった。

|      | 2015年                   | 2016年             | 2017年                       | 2018年                     | 2019年             | 2020年                 |
| ---- | ------------------------ | ------------------ | ---------------------------- | -------------------------- | ------------------ | ---------------------- |
| 1位  | ダブルピースのたけちゃん | すきっ歯           | おさやんのちん皮             | ハヤシタケシ               | ありがたいなぁ...  | 仕事あるほう           |
| 2位  | ハヤシタケシ             | リオ決定だべ       | ハヤシタケシ                 | 滋賀県人会                 | ユースケのカレー   | ふんどし締め直す       |
| 3位  | けつぎしりえ             | 西澤eyes           | ヌートリア                   | ウェッサイー               | ボォーン           | スピード漫才           |
| 4位  | 素晴らしい...            | 長ランのなおちゃん | 武智のM-1の話                | ロザン菅さんの忍者走り     | ぷぅ               | 直樹                   |
| 5位  | パァーーーン             | 川畑さんの陰毛     | ヘッドライト                 | なんか臭ない？             | タンクさんのケツ   | ヤンキー烈風隊         |
| 6位  | ダスたみ(ダスト田宮)     | 縁取り銀歯         | あひょーん                   | ごんぼさん                 | すっげぇな...      | ハヤシタケシ           |
| 7位  | 瀬戸は女優               | ぢゃいこ           | ぷぅ                         | ろんぺのレイアップシュート | ハヤシタケシ       | 俺と林と               |
| 8位  | けつぎしり               | 研ナオコ           | 酸素と窒素                   | 音声さんのエルボー         | 川合さんの弁当     | チェックスしよ         |
| 9位  | ぷぅ                     | ハヤシタケシ       | でも大阪ばい                 | 喉ガエル                   | 俺は大丈夫やんな   | 人間が決めたことやー！ |
| 10位 | シャカシャカ             | 雅さんのカレー     | あのビルって解体してんのかな | 事務所通して               | カップヌードル漫談 | さば煮でええやんな？   |

### 増田英彦担当分（火曜日）
- 増田が阪神タイガースに詳しいことから、前述した「よなよなBPO」や、阪神に関するリスナーからの投稿企画を主体に構成。増田がMBSラジオの冠番組（『どーだ!ますだおかだ』や『週刊ますだスポーツ』など）で同様の企画を長らく続けていたことを背景に、当時からのヘビーリスナーによる投稿が頻繁に採用されている。阪神甲子園球場での阪神主催試合のテレビ中継映像へ頻繁に写り込むことで知られる「わらし姉妹」（阪神ファンの未成年姉妹の通称）も、火曜分のリスナーであることを、実父からの投稿を通じて2020年12月16日放送分で公表している。
  - 2019年に放送されていた「空耳タイガース」（週替わりのテーマとして提示した洋楽のサウンドにリスナーから寄せられた阪神関連のフレーズを乗せて増田・塚本に歌わせていた企画）は、廣川陽子（当時の火曜分における後枠番組『with you』水曜未明分パーソナリティ）のナレーションを添えた通信販売風のジングル「空耳タイガース　ベストセレクション」や、優秀作品の音源を火曜分のPRに活用したスポットCMの制作に発展している。
  - 2020年には、火曜分のリスナーから『おはようパーソナリティ道上洋三です』への提案をきっかけに、NPBレギュラーシーズン開幕直前の3月10日（火曜日＝道上洋三77歳の誕生日）の12時から、同番組と合同で「開幕直前!おはよなタウンミーティング」という無料招待イベントをABCホールで開催を予定していた。しかし、前述した新型コロナウイルスへの感染拡大の影響で、結局は開催を見送った[注 20]。NPBがレギュラーシーズンの開幕日を改めて6月19日（金曜日）に設定したことから、同月16日（火曜日）放送分では、阪神で内野手・コーチ・監督を歴任した岡田彰布（ABCラジオ野球解説者）を22時台のスペシャルゲストに迎えた。

### 近藤夏子・北村真平担当分（水曜日）
- 「赤ちゃんから80代の『おじいおばあ』まで聴かれている」ほど、深夜の生放送番組にしてはリスナーの年齢層が広い[12]。2018年6月の「ABCラジオ　スペシャルウィーク」（13日深夜放送分）では、3時間の生放送中に、0歳（生後3か月）から80代までの全世代（10歳刻みで総勢15名）のリスナーと電話をつなぐことに成功した[13]。
- 様々な曲のBメロで「パン・パ・パン」と手拍子を打ってしっくりくるかどうか北村アナがジャッジする「Bメロパンパパン」や、テーマメッセージのBGMで流してほしい3曲を理由を添えて投稿してもらう「君のお気に」近藤がリスナーの依頼に答えて歌を作る「夏子ステーション（略して「Nステ」）」リスナーの悩み事を別のリスナーに相談して解決を図る「お手ドキクロストーク」などのコーナーがあった。

### 鈴木淳史・原偉大担当分（火曜日→木曜日）
- 火曜分のパーソナリティに抜擢された当初から、「なにわ筋カルチャーBOYS」を標榜しながら、「自分たち（鈴木・原）には心から素晴らしく感じられるのに、『世に広く届いている』とは言えない」というエンタテイメント系の作品やアーティストを積極的に紹介[14]。朝日放送ラジオにおける他の生ワイド番組のパーソナリティ（道上・桑原征平・三代澤康司など）や、主にテレビ番組へレギュラーで出演している朝日放送テレビの現役アナウンサー（古川や上田剛彦など）も、ゲストとして生放送へ随時招いている。
- 「今宵のインタビュー部屋」というコーナーでは、アーティスト（主にミュージシャン）をゲストに招いたうえで、鈴木と原が（AM主体のラジオ局における深夜番組としては異例の）ロングインタビューを敢行。その模様を、1回につき平均で2組分放送する。インタビューを本番前に収録する場合には、2週にわたって放送することが多く、生放送の場合には「今宵の生電話インタビュー部屋」（東京にいるアーティストへの電話インタビュー）も随時実施。音楽好きのリスナーから高い支持を受けているばかりか、東京を拠点に活動するミュージシャンからも、新曲のキャンペーンなどで来阪する際にインタビューへの出演を指名されるほどにまで認知されている[14]。
- 火曜分の開始当初は「女子大生電話生つなぎ」というコーナーも放送していたが、途中からレギュラーコーナーを「今宵のインタビュー部屋」に集約。それ以外の時間帯（主に22時台）には、鈴木が原を相手に、居酒屋での会話を彷彿とさせるフリートークを展開している[14]。
- 当番組終了翌週の2021年10月2日からは、上記の企画を『真夜中のカルチャーBOY』という単独番組（鈴木のみの出演で毎週土曜日2時 - 3時＝金曜日26時 - 27時に放送）で続けている[8]。

### 森脇健児・乾麻梨子→塚本麻里衣担当分（初代・月曜日）
2014年放送開始から2018年春改編までの月曜日。下記は主なコーナー。
- 森脇動静
オープニングに続けて、森脇健児の一週間の活動報告。リスナーから森脇の目撃情報が投稿され読まれることもあった。
- ワキスポ 
野球、陸上競技、相撲など森脇が気になったスポーツの話題を自らの経験を交えて語る。
- 女性誌の世界 秘密の花園
男性が普段目にすることがない女性誌の記事を乾麻梨子が取り上げる。
- 真夜中の目安箱こんな大人許さん
リスナーが目にした大人の困った行動とそれに対する怒りをぶつけるコーナー。
- 森脇さん、これ知ってますか？
2015年秋から2016年春のプロ野球シーズンオフ期間に放送。毎回出されるお題に対して、森脇が知らないであろう薀蓄やトリビアをリスナーが投稿。最優秀者にはコーナー提供のジョーシン[注 21]からプレゼントがあった。
- 松竹なう
心斎橋角座にアンケート箱を設置し、松竹芸能所属の芸人たちが若手からベテラン・師匠クラスまで様々な芸人のエピソードを投函。それを乾が読み上げ、森脇がコメントするコーナー。
- その他コーナー
  - おねがい乾ちゃん（森脇作の脚本を乾が読むコーナー）
  - 居酒屋健ちゃん（居酒屋仕立てで乾と森脇が演じるコーナー）
  - よなよな…朗読会
  - 食べる男、世界に行ってBODY

## その他
- 2016年1月1日の『2016新春スーパーワイド』（午前5時からの生放送による新春特別番組）では、当番組パーソナリティ陣の1人である鈴木が、『Cheers!』（当時毎週日曜日[注 22]の夕方に放送されていた生ワイド番組）パーソナリティ・小塚舞子とのコンビで第2部「声に出してサルにも聞かせたい日本語SONGスペシャル」（11時 - 14時54分）のDJを担当した[15]。
- 火曜日のパーソナリティを増田と塚本が担当するようになってからは、塚本が諸般の事情で休演した場合でも、代役を立てずに増田が単独で全編を進行することがある[注 23]。
- 年またぎや元号またぎの放送分の場合は途中でカウントダウンを挿入し、クラッカーで祝うのが通例である。
- 2020年1月16日に三才ブックスから刊行された『必聴ラジオ100』（やきそばかおるなど6人による共著書）では月曜分（「ダイアンのよなよな...」）と水曜分（「近藤夏子・北村真平のよなよな..」）、2020年12月16日に続編扱いで刊行された『必聴ラジオ2021』では木曜分（「なにわ筋カルチャーBOYZ」、放送曜日はいずれも編集時点）が「今聴くべきラジオ番組」に選ばれている。
- 2020年3月22日（日曜日）の14時 - 17時には、『伊藤史隆のラジオノオト』（ABCラジオで2017年度から主にナイターオフ期間の火 - 金曜日夜間に生放送）との合同特別番組として、『ラジオで卒業式〜今こそ、家族とABCラジオ〜』を放送。新型コロナウイルス感染拡大の影響で日本国内の大半の小中学校・高校・特別支援学校で卒業式の縮小・中止を余儀なくされていることや、当該放送枠で自社制作による中継を予定していた東京ヤクルトスワローズ対阪神の開幕カード第3戦（明治神宮野球場）がNPBレギュラーシーズン開幕の延期に伴って消滅したことによる生放送番組で、当番組から水曜パーソナリティの北村・近藤、『ラジオノオト』から伊藤史隆（北村の先輩アナウンサー）・小林祐梨子（木曜パートナー）が出演した。

## スタッフ
- プロデューサー：鈴木洋平
- ディレクター
  - （月曜日）：水田芳裕[注 24]
  - （水曜日）：堀景輔（ウォークオン、2018年12月26日放送分まで）